# MicroBooNE
MicroBooNE (acronimo di Micro Booster Neutrino Experiment) è un esperimento di fisica delle alte energie nel Fermi National Accelerator Laboratory (Fermilab), Batavia, IL, USA.
I due principali obiettivi della fisica di MicroBooNE sono di studiare l'eccesso di neutrino elettronici osservato dall'esperimento MiniBooNE e di misurare sezioni d'urto tra neutrini e argon. MicroBooNE farà parte di una serie di rilevatori di neutrini insieme a SBND e ICARUS. Il rivelatore è composto da una camera a proiezione temporale all'argon liquido.
MicroBooNE è stato riempito con argon nel luglio del 2015 e ha iniziato a raccogliere dati. La collaborazione ha annunciato di aver trovato prove delle prime interazioni di neutrini nel novembre 2015.